# Valea Seacă (Bacău)
Pour les articles homonymes, voir Valea Seacă.
Valea Seacă est une commune du județ de Bacău en Roumanie.